# Alcongosta
Alcongosta ist eine Gemeinde (Freguesia) im portugiesischen Kreis Fundão. In ihr leben 416 Einwohner (Stand 19. April 2021).